# Mococa
Mococa es un municipio brasileño del estado de São Paulo. Se localiza a una latitud 21º28'04" sur y a una longitud 47º00'17" oeste, estando a una altitud de 645 metros. La ciudad de Mococa se localiza en el nordeste del Estado de São Paulo. Su población estimada en 2004 era de 69 268 habitantes. Territorialmente está compuesta por tres distritos: la sede, Igaraí y São Benedito das Arenas.

## Etimología
El nombre de la ciudad se origina de la lengua tupí y significa "casa de mocó", a partir de la unión de los términos mokó ("mocó") y oka ("casa").

## Demografía
Población Total: 68 718 (est. IBGE/2009)
- Urbana: 99%
- Rural: 1%
- Hombres: 40%
- Mujeres:60%

Densidad demográfica (hab./km²): 83,0